# Somalia i olympiska sommarspelen 2016
Somalia deltog med två deltagare vid de olympiska sommarspelen 2016 i Rio de Janeiro. Ingen av landets deltagare erövrade någon medalj.

## Friidrott
Förkortningar
- Notera– Placeringar avser endast det specifika heatet.
- Q = Tog sig vidare till nästa omgång
- q = Tog sig vidare till nästa omgång som den snabbaste förloraren eller, i fältgrenarna, genom placering utan att nå kvalgränsen
- NR = Nationellt rekord
- N/A = Omgången fanns inte i grenen
- Bye = Idrottaren behövde inte tävla i omgången

Bana och väg
| Idrottare            | Gren                  | Heat     | Heat      | Semifinal        | Semifinal        | Final            | Final            |
| Idrottare            | Gren                  | Resultat | Placering | Resultat         | Placering        | Resultat         | Placering        |
| -------------------- | --------------------- | -------- | --------- | ---------------- | ---------------- | ---------------- | ---------------- |
| Mohamed Daud Mohamed | Herrarnas 5 000 meter | 14:57,84 | 24        | i.u.             | i.u.             | Gick inte vidare | Gick inte vidare |
| Maryan Nuh Muse      | Damernas 400 meter    | 1:10,14  | 8         | Gick inte vidare | Gick inte vidare | Gick inte vidare | Gick inte vidare |